# Aileu (stad)
Aileu is de hoofdplaats van het Oost-Timorese district Aileu. Aileu telt 20.830 inwoners (2010).
In de Portugese tijd was de plaats bekend als Vila General Carmona, naar de Portugese dictator António Óscar Carmona.

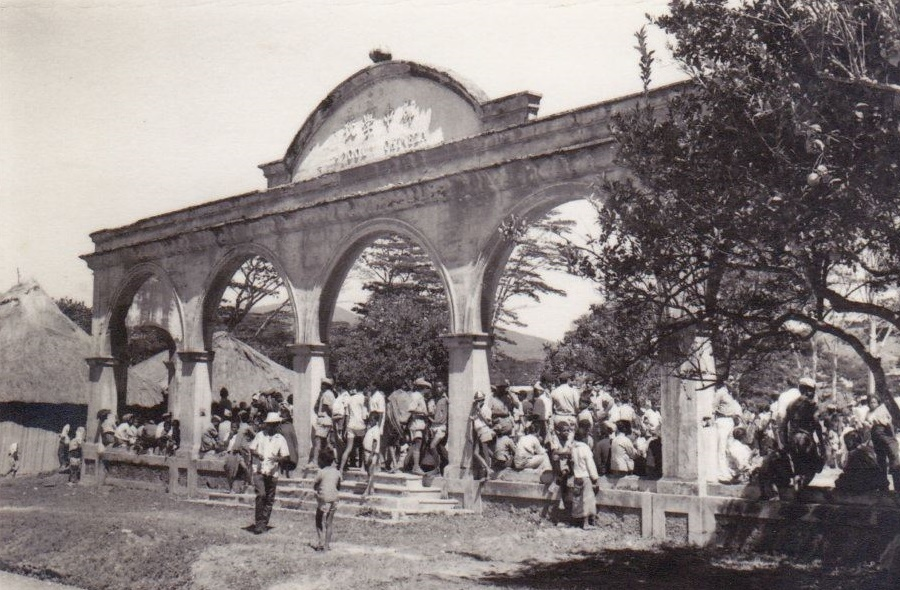
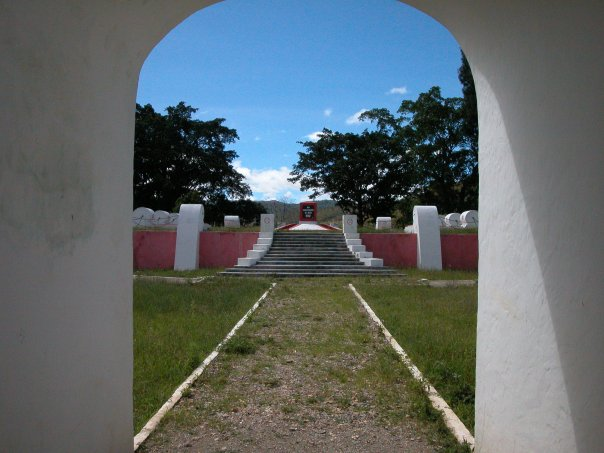
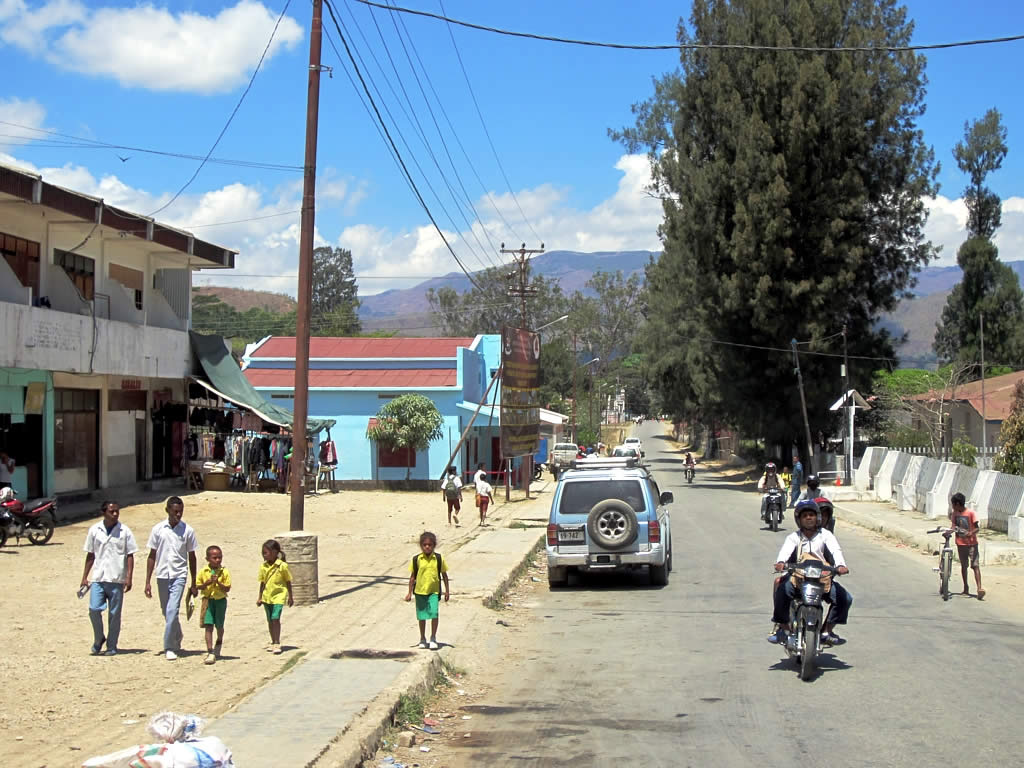
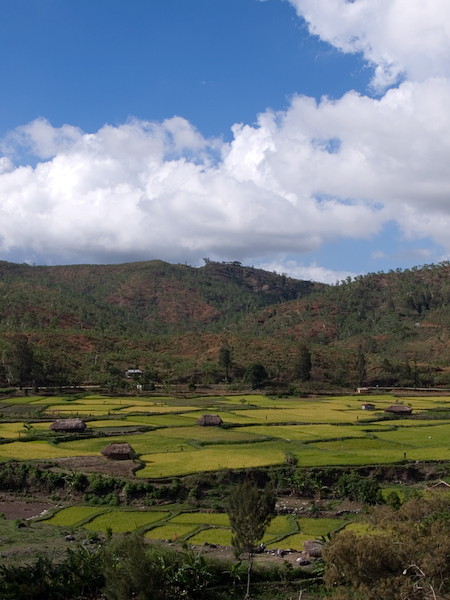